# Método Kasiski
El método Kasiski es un método de criptoanálisis (un ataque criptográfico) al cifrado de Vigenère (1586). Dicho método debe su nombre prusiano Friedrich Kasiski que lo publicó en 1863.
El método Kasiski consiste en determinar la longitud de la clave en un cifrado Vigenère, y se basa en la búsqueda de palabras repetidas en el texto cifrado.
Kasiski se percató de la existencia de palabras repetidas en el texto cifrado, lo cual significa casi con toda probabilidad que dichas palabras no sólo eran la misma antes del cifrado sino que además la clave coincidió en la misma posición en ambas ocurrencias.
Sabiendo entonces que la distancia entre palabras repetidas es múltiplo de la longitud de la clave, era cuestión de buscar diferentes palabras que se repitieran y hallar su máximo común divisor, para de esta manera encontrar un múltiplo cercano a la longitud de la clave. La longitud de la clave será este número o algún factor primo del mismo.
Una vez descubierta la longitud de la clave con la que se cifró el documento tan sólo hay que dividir el texto en bloques del mismo tamaño que la longitud de la clave y aplicar el método estadístico tradicional del cifrado César.